# Regió de Kantō
La Regió de Kantō (関東地方, Kantō-chihō en japonès, literalment barrera de l'est) és una àrea geogràfica de l'illa de Honshū, l'illa més gran del Japó. Està composta de set prefectures al voltant de Tòquio: Gunma, Tochigi, Ibaraki, Saitama, Tòquio, Chiba, i Kanagawa. Els seus marges són més o menys els de la plana de Kantō. La plana, però només suposa un 40 per cent de la regió, la resta són pujols agrestos i muntanyes que l'envolten excepte pel que fa a la sortida a mar.
Era el cor del poder feudal durant el Període Kamakura esdevenint el centre del desenvolupament modern durant el Període Edo.

## Geografia

### Prefectures
La regió de Kantô comprèn les prefectures de:
|   | Prefectura | Nombre mun. | Població (hab) [2020] | Superfície (km²) | Densitat (hab/km²) |
| - | ---------- | ----------- | --------------------- | ---------------- | ------------------ |
| 1 | Ibaraki    | 44          | 2.856.788             | 6.097,19         | 469                |
| 2 | Tochigi    | 26          | 1.934.188             | 6.408,09         | 302                |
| 3 | Gunma      | 35          | 1.929.709             | 6.362,28         | 303                |
| 4 | Saitama    | 63          | 7.346.910             | 3.797,75         | 1.935              |
| 5 | Chiba      | 54          | 6.284.521             | 5.157,61         | 1.218              |
| 6 | Tòquio     | 50          | 13.999.568            | 2.193,96         | 6.381              |
| 7 | Kanagawa   | 33          | 9.222.162             | 2.416,17         | 3.817              |
|   | KANTÔ      | ND          | 43.573.846            | 32.423,90        | 1.343,9            |

### Municipis més poblats

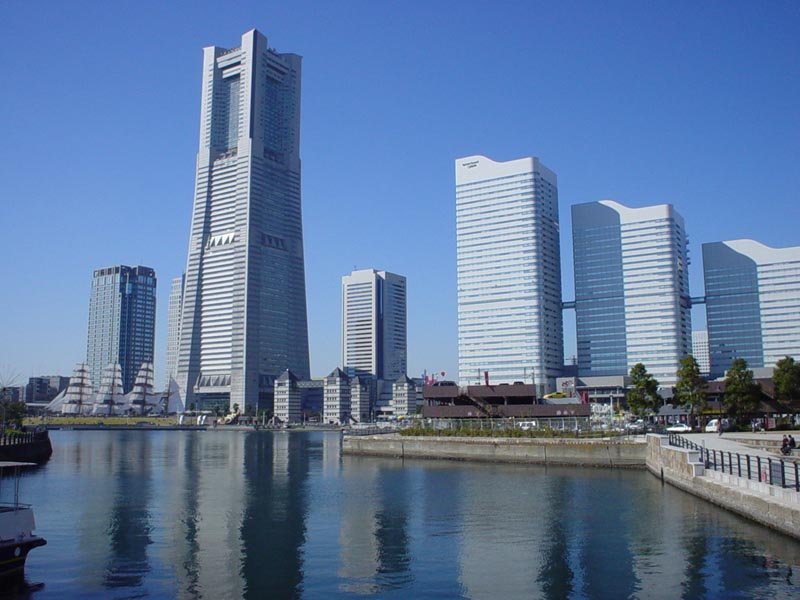
Yokohama és el municipi més populós

A continuació, s'exposen els municipis més poblats de la regió de Kantô a data de 2020. Atenció: els districtes especials de Tòquio, també anomenats Ku (区), compten als efectes com municipis.
| Posició | Municipi   | Prefectura | Població  |
| ------- | ---------- | ---------- | --------- |
| 1       | Yokohama   | Kanagawa   | 3 760 157 |
| 2       | Kawasaki   | Kanagawa   | 1 539 657 |
| 3       | Saitama    | Saitama    | 1 316 451 |
| 4       | Chiba      | Chiba      | 982 149   |
| 5       | Setagaya   | Tòquio     | 944 841   |
| 6       | Nerima     | Tòquio     | 745 839   |
| 7       | Ōta        | Tòquio     | 743 607   |
| 8       | Sagamihara | Kanagawa   | 723 337   |
| 9       | Edogawa    | Tòquio     | 695 379   |
| 10      | Adachi     | Tòquio     | 685 274   |

Existeixen tres capitals prefecturals que no entren a la llista pel seu nombre de població. Aquestes són, de major a menor, les següents: Utsunomiya, 518.510 (Tochigi); Maebashi, 332.403 (Gunma) i Mito, 269.330 (Ibaraki).